# Lise Meloche
Lise Marie Meloche (* 19. April 1960 in Ottawa, Ontario) ist eine frühere kanadische Kajaksportlerin, Skilangläuferin und Biathletin. Sie nahm als Biathletin an zwei Olympischen Winterspielen teil.

## Sportlicher und beruflicher Werdegang
Lise Meloche war vor ihrer Biathlonkarriere schon als Fünfjährige Alpinskiläuferin und danach im Kanurennsport erfolgreich. 1979 war sie kanadische Juniorenmeisterin im Zweier-Kajak. Nachdem sie ab 1983 im Langlauf einige Erfolge hatte – unter anderem war sie Siebte bei den Nordamerikanischen Meisterschaften und nahm an einem Weltcuprennen teil, begann sie als Mitglied von National Capital  1984 mit dem Biathlonsport, gewann gleich ihre erste kanadische Meisterschaft ebenso wie ihren einzigen Titel bei Nordamerikameisterschaften. Sie nahm schon im selben Jahr an den ersten Weltmeisterschaften der Frauen in Chamonix teil. Mit dem zehnten Platz im Sprint gelang ihr gleich ein gutes Ergebnis. Ebenfalls 1984 debütierte sie im Biathlon-Weltcup. Von Anfang an platzierte sie sich auf vorderen Rängen und schaffte 1985 als Dritte ihren ersten Podestplatz. Noch in der Saison 1986 schaffte sie auch einen zweiten Platz und belegte am Saisonende in der Gesamtwertung des Weltcups den dritten Rang hinter Eva Korpela und Sanna Grønlid. Dies blieb ihre beste Platzierung in den Gesamtwertungen, auch wenn sie weiterhin vordere Plätze belegte und 1991 als erste Kanadierin überhaupt ein Weltcuprennen gewann.
Bei weiteren Weltmeisterschaften gelangen ihr erneut Spitzenplätze, ein Medaillengewinn blieb ihr jedoch verwehrt. 1985 war sie Neunte im Sprint, 1986 Sechste im Sprint sowie Siebte im Einzel, 1987 je einen Rang dahinter als Siebte im Sprint und Achte im Einzel. In ihrem letzten Biathlonjahr bei den Biathlon-Weltmeisterschaften 1994 in Canmore in ihrem Heimatland, wo die nichtolympischen Mannschaftswettbewerbe durchgeführt wurden, kam sie mit dem kanadischen Team (Meloche, Yvonne Visser, Inger-Kristin Berg, Jane Isakson) auf Rang sechs. Meloche ging auch bei Militärweltmeisterschaften für Kanada an den Start und gewann zwei Medaillen, zur Vizeweltmeisterschaft 1988 kam noch eine bronzene Plakette 1993.
Die Teilnahmen an den Olympischen Spielen 1992 und 1994 in Albertville und Lillehammer waren die Höhepunkte ihres Sportlerlebens. 1992 wurde sie 47. und 50. in Sprint und Einzel, mit der 3 × 7,5-km-Staffel in der Besetzung Meloche, Myriam Bédard und Jane Isakson belegte sie Platz elf. Zwei Jahre später gelangen ihr wesentlich bessere Ergebnisse, obwohl sie beim 15 km Einzel an fünfter Stelle liegend im letzten Schießen zwei Fehler schoss und noch auf Platz achtzehn im Endergebnis zurückfiel. Mit diesem Resultat stand Meloche jedoch im Schatten ihrer Landsfrau Myriam Bédard, die Doppelolympiasiegerin wurde. Im Sprint stand ein 37. Platz zu Buche und sie wurde mit Jane Isakson, Myriam Bédard und Inger-Kristin Berg 15. im 4 × 7,5-km-Staffelwettbewerb.
Nach der Saison 1994 beendete sie ihre Biathlonkarriere, insgesamt war sie bei ungefähr 200 Rennen im Weltcup gestartet und kam 21-mal unter die besten Zehn. Danach wandte sie sich wieder anderen Sportwettkämpfen zu, unter anderem siegte sie 1995 beim Winterman Triathlon.
Lise Meloche heiratete den Biathleten und Läufer David McMahon und wohnt in Old Chelsea, Outaouais, Québec. Sie ist Sportphysiologin und Kinesiologin und betreibt gemeinsam mit ihrem Mann eine Produktionsgesellschaft für Trainings- und Instruktionsfilme im Langlaufbereich. Mit ihm zusammen hat sie mehrere Skifilme und -videos produziert, bei denen sie teilweise selbst mitwirkte. Daneben unterrichtet sie an der John Mccrae Secondary School. Sie wurde bereits 1986 in die North Bay Sports Hall of Fame aufgenommen.

## Biathlon-Weltcup-Platzierungen
Die Tabelle zeigt alle Platzierungen (je nach Austragungsjahr einschließlich Olympische Spiele und Weltmeisterschaften).
- 1.–3. Platz: Anzahl der Podiumsplatzierungen
- Top 10: Anzahl der Platzierungen unter den ersten zehn (einschließlich Podium)
- Punkteränge: Anzahl der Platzierungen innerhalb der Punkteränge (einschließlich Podium und Top 10)
- Starts: Anzahl gelaufener Rennen in der jeweiligen Disziplin

| Platzierung | Einzel | Sprint | Verfolgung | Massenstart | Staffel | Gesamt |
| ----------- | ------ | ------ | ---------- | ----------- | ------- | ------ |
| 1. Platz    |        | 1      |            |             |         | 1      |
| 2. Platz    |        | 1      |            |             |         | 1      |
| 3. Platz    |        | 1      |            |             |         | 1      |
| Top 10      | 2      | 2      |            |             |         | 4      |
| Punkteränge | 5      | 4      |            |             | 3       | 12     |
| Starts      | 12     | 14     |            |             | 3       | 29     |

(Daten nicht komplett und eventuell falschen Disziplinen zugeordnet)

## Veröffentlichungen
- Tao of Skiing. Aide Memoire for Cross-Country Skiing Aficionados. (The Way to learn to Cross Country Ski). 1999, ISBN 0-9685666-1-8.